# Waterkrachtcentrale Harteværket
De waterkrachtcentrale Harteværket is een waterkrachtcentrale in de rivier Kolding Å bij de stad Kolding in Denemarken.
Deze waterkrachtcentrale is in 1920 in gebruik genomen, en wordt onderhouden door de eigenaar stichting Harteværket als een gedenkplaats voor de industrialisatie.
Er is een bezoekerscentrum ingericht met titel 'Harteværket - portal voor energie, gezondheid en natuurlijke schoonheid'.